# 1710年伦敦和西敏市新建教堂法令
1710年伦敦和西敏市新建教堂法令（New Churches in London and Westminster Act 1710）是英格兰的一项国会法令，成立“新建50座教堂委员会”（Commission for Building Fifty New Churches），新建50座教堂，以应对伦敦人口的快速增长。
新建的这批教堂称为“安妮女王教堂”（Queen Anne Churches），例如河岸街圣母教堂和汉诺威广场圣乔治教堂。